# Kevin Buckler
Kevin Buckler (ur. 9 lutego 1959 roku w Coral Gables) – amerykański przedsiębiorca i kierowca wyścigowy. Założyciel Adobe Road Winery i właściciel zespołu wyścigowego The Racer's Group.

## Kariera wyścigowa
Buckler rozpoczął karierę w międzynarodowych wyścigach samochodowych w 1999 roku od startów w klasie GT American Le Mans Series. Z dorobkiem 38 punktów uplasował się tam na 28 pozycji w klasyfikacji generalnej. W późniejszych latach Amerykanin pojawiał się także w stawce Grand American Sports Car Series, Grand American Rolex Series, 24-godzinnego wyścigu Le Mans, Aston Martin Le Mans Festival oraz Pirelli World Challenge.

## Wyniki w 24h Le Mans
| Rok  | Zespół            | Partnerzy                      | Samochód           | Klasa | Okr. | Poz. | Klasa Pos. |
| ---- | ----------------- | ------------------------------ | ------------------ | ----- | ---- | ---- | ---------- |
| 2002 | The Racer's Group | Lucas Luhr Timo Bernhard       | Porsche 911 GT3-RS | GT    | 322  | 16   | 1          |
| 2003 | The Racer's Group | Jörg Bergmeister Timo Bernhard | Porsche 911 GT3-RS | GT    | 304  | 20   | 5          |